# Koichi Kudo
Koichi Kudo (工藤 孝一 Kudo Koichi?,  4 de febrero de 1909 en Iwate - 21 de septiembre de 1971 en Tokio) fue un futbolista japonés que se desempeñaba como guardameta y entrenador.

## Clubes

### Como entrenador
| Club                         | País  | Año  |
| ---------------------------- | ----- | ---- |
| Selección de fútbol de Japón | Japón | 1942 |